# Kunstjahr 1773
Liste der Kunstjahre

◄◄ | ◄ | 1769 | 1770 | 1771 | 1772 | Kunstjahr 1773 | 1774 | 1775

Weitere Ereignisse

## Ereignisse

### Architektur
- Das im Barockstil errichtete Schloss Benrath in Düsseldorf wird nach 18 Jahren unter der Leitung von Nicolas de Pigage im Auftrag des Kurfürsten Karl Theodor von der Pfalz fertiggestellt.

### Malerei

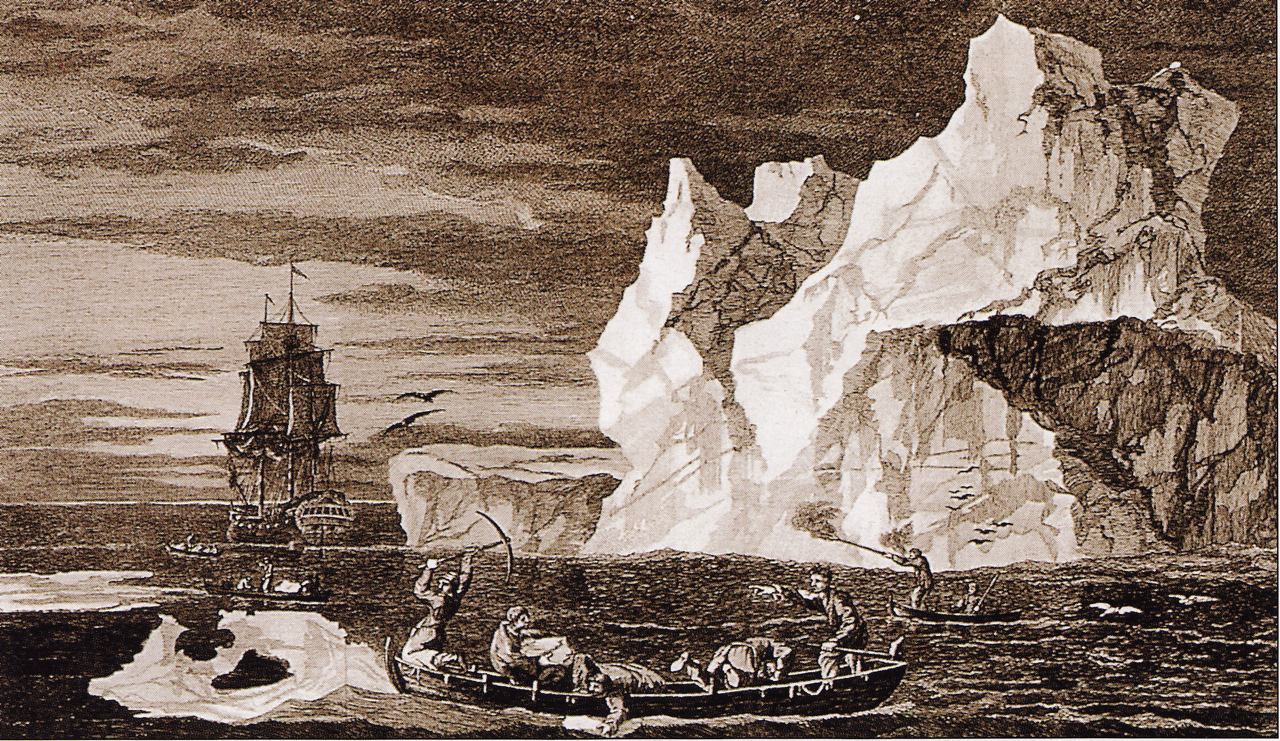
William Hodges, James Cook südlich des Polarkreises, 9. Januar 1773
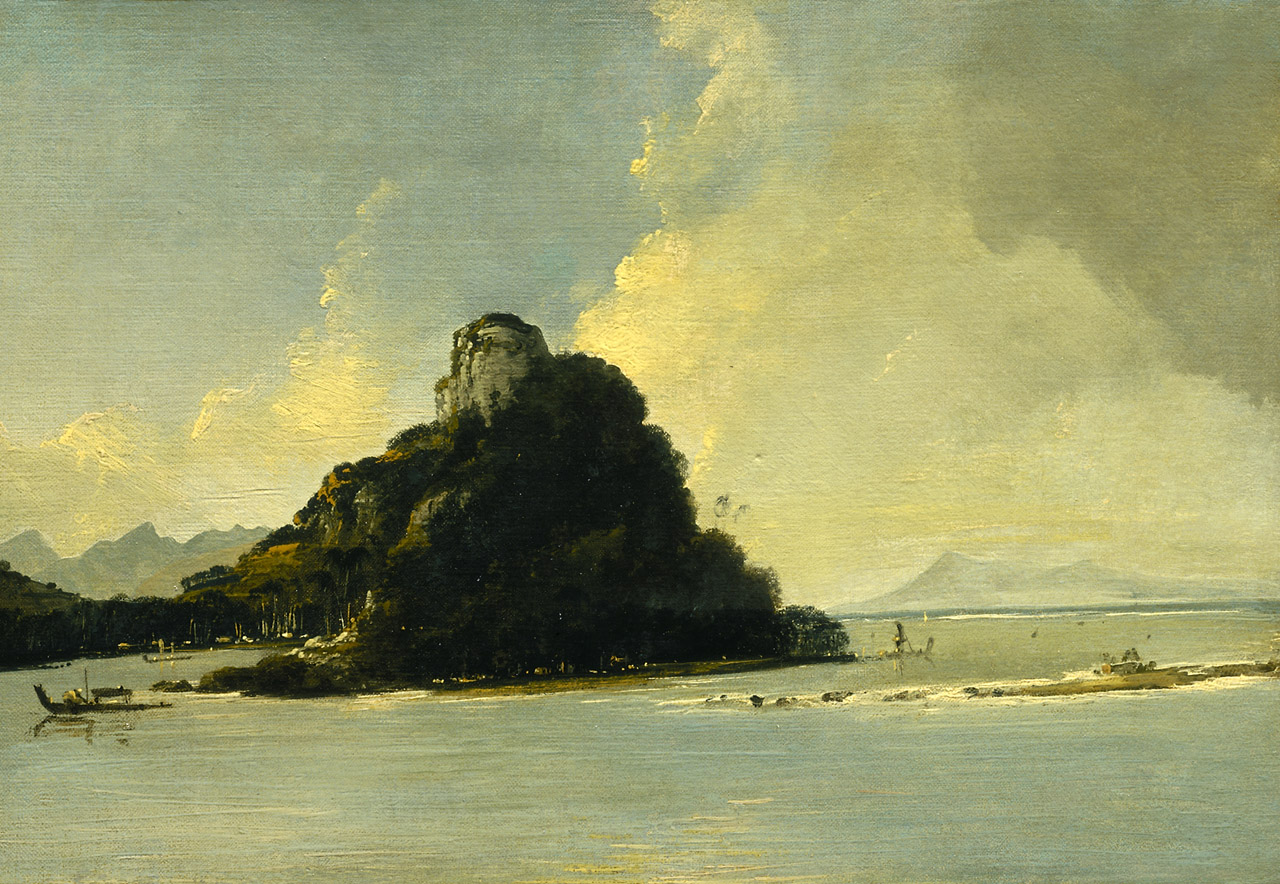
Insel Huahine, William Hodges auf James Cooks zweiter Südseereise, September 1773

### Lehre und Forschung

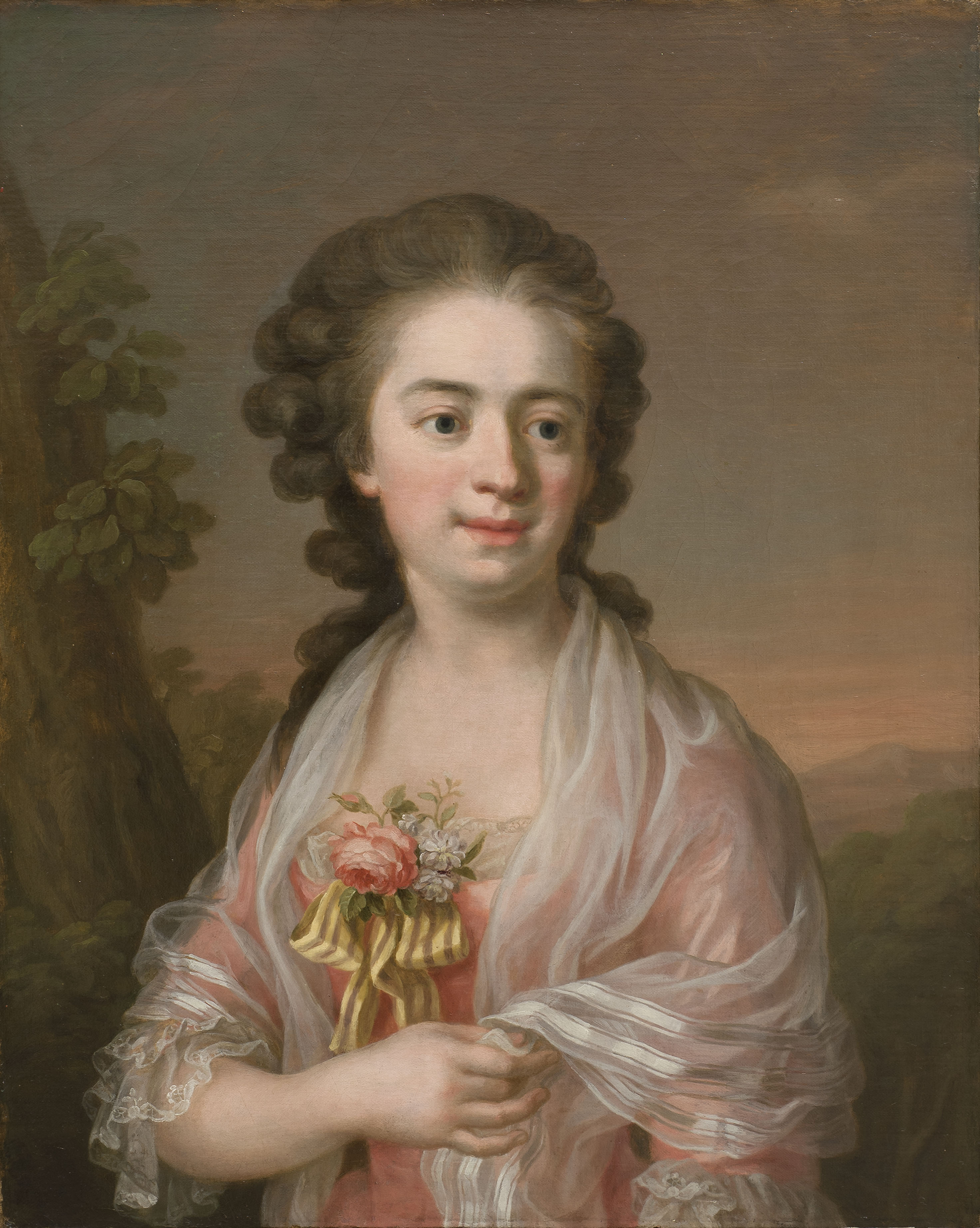
Ulrika Pasch. Selbstporträt (um 1770)

- Die 1753 gegründete Königliche Zeichenakademie in Stockholm erhält ihre erste Satzung. Vorbild ist die Kunstakademie in Paris (École des Beaux-Arts). Nun werden auch Fächer wie Architektur, Anatomie, Grafik, Perspektivlehre und Kulturgeschichte unterrichtet, und die kleine Zeichenakademie erhält den Namen Königliche Maler- und Bildhauerakademie. Unter den neu aufgenommenen Mitgliedern befindet sich auch Ulrika Pasch als erste und für fast ein Jahrhundert einzige Frau.
- Die Kunsthochschule Hierdoor tot Hooger wird in Rotterdam gegründet.

## Geboren
- 31. Januar: Luigi Pichler, deutsch-italienischer Gemmenschneider und Medailleur († 1854)
- 5. Februar: Carl Conjola, deutscher Landschaftsmaler († 1831)
- 22. Februar: Mathieu Ignace van Brée, belgischer Maler, Bildhauer und Architekt († 1839)
- 24. Februar: Johann Nepomuk von Chotek, böhmischer Kunstmäzen († 1824)

- 3. September: Jakob Gauermann, deutscher Maler, Zeichner und Kupferstecher († 1843)
- 19. Oktober: Luigi Rados, italienischer Kupferstecher und Maler († 1840)

- 1. November: Josef Klieber, österreichischer Bildhauer und Maler († 1850)
- 16. Dezember: José Aparicio, spanischer Historien- und Porträtmaler († 1838)

- Joseph Saunders, englischer Druckgraphiker, Illustrator, Verleger und Professor († 1853)

## Gestorben
- 30. Januar: Johann Michael Stock, deutscher Zeichner und Kupferstecher (* 1737)

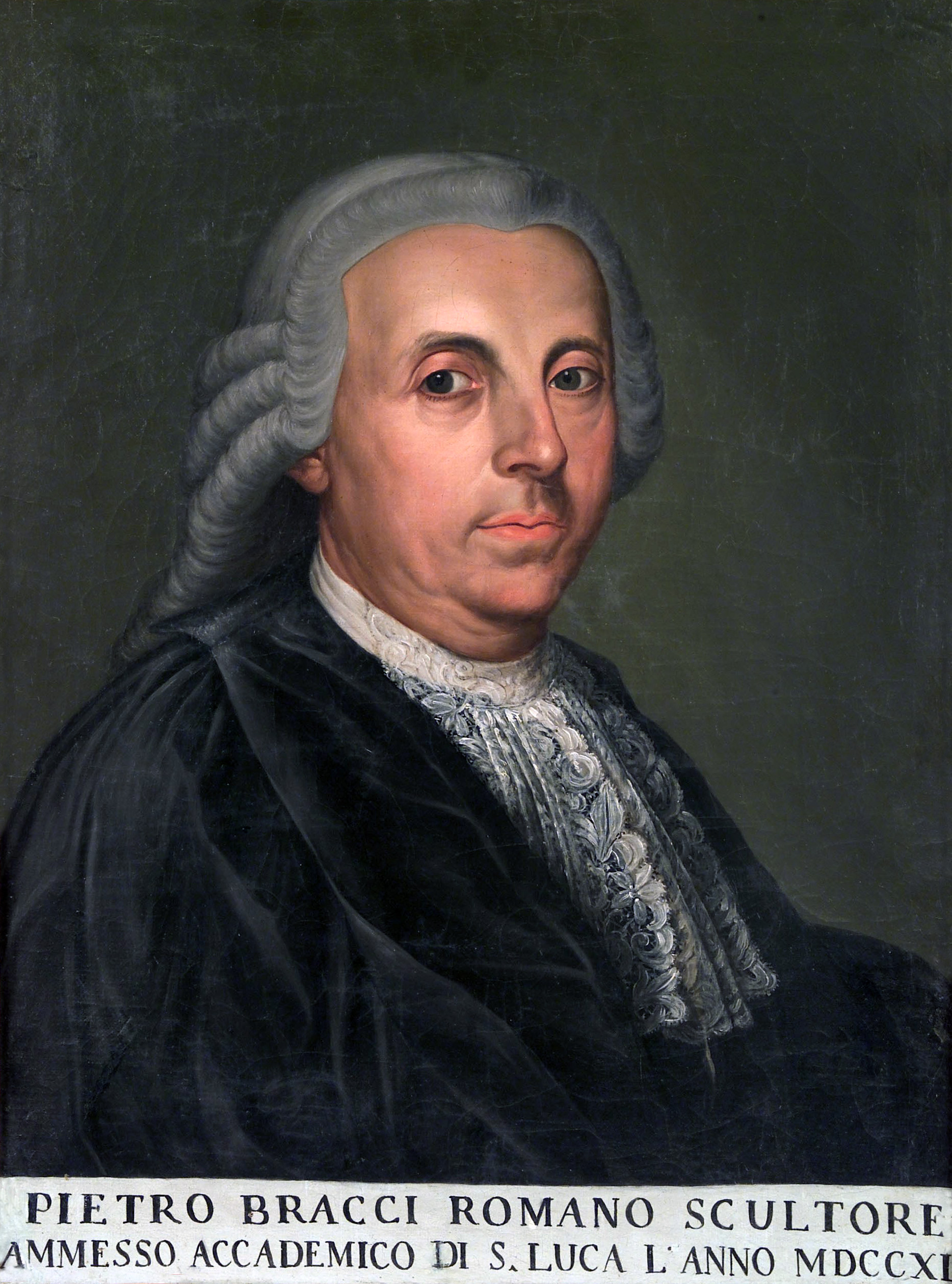
Pietro Bracci

- 13. Februar: Pietro Bracci, italienischer Bildhauer (* 1700)
- 15. Februar: Anna Maria Barbara Abesch, Schweizer Malerin aus dem Kanton Luzern (* 1706)

- 1. März: Luigi Vanvitelli, italienischer Architekt (* 1700)
- 8. März: Otto Gebhard, bayerischer Maler (* 1703)

- 2. April: Joseph Ignaz Schilling, deutscher Maler (* 1702)
- 13. April: Giacomo Fontana, polnischer Architekt (* 1710)
- 19. April Hubert-François Gravelot, französischer Maler, Zeichner und Stecher (* 1699)

- 30. August: Nicolau Nasoni, italienischer Architekt, Maler und Dekorateur (* 1691)
- 13. September: Anton Janscha, slowenischer Kupferstecher und Hofimkermeister Maria Theresias (* 1734)

- 21. Oktober: Johann Conrad Schlaun, deutscher Baumeister (* 1695)
- 30. Oktober: Philippe de La Guêpière, französischer Architekt (* 1715)
- 22. Dezember: Georg Friedrich Strass, elsässischer Goldschmied (* 1701)

- Paolo Anesi, italienischer Landschaftsmaler (* 1697)